# Raymond Wong Pak-ming
Ne doit pas être confondu avec Raymond Wong (compositeur).
Raymond Wong, de son nom de naissance Wong Pak-ming, parfois retranscrit en Wong Bak-ming, (黃百鳴, né le 8 avril 1946) est un producteur, réalisateur et acteur hongkongais. Il est l'un des fondateurs de la société de production Cinema City et est reconnu comme l'un des producteurs les plus importants du cinéma hongkongais. Célèbre pour son rôle dans la série des Happy Ghost (en) dans les années 1980, il est plus récemment connu pour produire la série des Ip Man (en) avec Donnie Yen.

## Biographie
En 1980, Wong fonde la Cinema City avec Karl Maka et Dean Shek. La société de production devient un phénomène industriel en produisant des films tels que Le Syndicat du crime, la série des Mad Mission (en), Prison on Fire et All About Ah-Long. Des acteurs comme Chow Yun-fat, Leslie Cheung et Ti Lung, ainsi que des réalisateurs comme John Woo, Ringo Lam et Tsui Hark deviennent célèbres sous le label de la Cinema City.
En 1991, le trio se sépare, Maka et Shek se retirant de l'industrie cinématographique. La même année, Wong fonde la Mandarin Films Distribution (en) qui produit des films tels que La Mariée aux cheveux blancs, Dragon Tiger Gate, et Flashpoint, où Wong est souvent producteur exécutif. À ce jour, la société a produit plus de 100 films.

## Filmographie comme acteur
- Fun, Hong Kong Style (1974)
- For Whom to Be Murdered (1978) – Liu Man (journaliste)
- Strike of the Thunderkick Tiger (1978)
- Plain Jane to the Rescue (1981) – l'homme qui mange des bananes
- Beware of Pickpocket (1981)
- All the Wrong Clues for the Right Solution (en) (1981)
- Till Death Do We Scare (1982) – le stewart Pik
- Mad Mission (1982) – le prêtre
- Mad Mission 2 (1983) – le prêtre
- Play Catch (1983)
- Kung Hai Fat Choy (1984)
- Happy Ghost (en) (1984) – le stewart Pik, le fantôme joyeux
- The Tenant (1984) – Hansom Wong
- Happy Ghost 2 (en) (1985) – Hong Sam-Kwai/le fantôme joyeux
- Cong & Me in Paradise (1985) – Cannon Wong
- True Colours (1986) – Robert
- Happy Ghost 3 (1986) – Hong Sam-Kwai/le fantôme joyeux
- Seven Years Itch (1987) – Willie Ng
- Goodbye Darling (1987) – Dai Luk Mao
- The Eighth Happiness (1988) – Mr. Fong
- All About Ah-Long (1989) – Patrick
- How to be a Billionaire (1989) – Huang Shang
- Mr. Coconut (1989) – Wong Ka-Fan
- Celebrity Talk Show (1989) série TV – invité
- Happy Ghost 4 (en) (1989) – Hong Sam-Kwai/le fantôme joyeux
- Sisters of the World Unite (1991)
- Great Pretenders (1991)
- The Banquet – Forty
- Happy Ghost 5 (en) (1991) – le fantôme joyeux/le chien nommé Magic
- Daddy, Father and Papa (1991)
- All's Well, Ends Well (1992) – Shang Moon
- Perfect Couples (1993)
- Insanity (1993) – John Wong
- All's Well, Ends Well Too (1993) – Lam Ka-sing
- Laughter of the Water Margins (1993)
- It's a Wonderful Life (en) (1994) – Kow-Foo Yum
- I Have a Date with Spring (en) (1994)
- Tristar (1996) – surintendant Mai
- Histoire de fantômes chinois: The Tsui Hark Animation (1997) (voix : version cantonaise) – Nuage blanc
- All's Well, Ends Well 1997 (1997) – Lo Leung
- Troublesome Night 4 (en) (1998) – Mr. Wong
- Ninth Happiness (1998)
- The Mirror (1999) – le fantôme
- Fascination Amour (1999)
- Winner Takes All (en) (2000)
- Wonder Women (2007)
- Dancing Lion (en) (2007)
- Happy Funeral (2008)
- All's Well, Ends Well 2009 (2009)
- All's Well, Ends Well 2010 (2010)
- All's Well, Ends Well 2011 (2011)
- Magic to Win (en) (2011)
- All's Well, Ends Well 2012 (2012)
- Love Is... Pyjamas (2012)
- Hotel Deluxe (en) (2013)
- Hello Babies (en) (2014)
- Golden Chicken 3 (2014)
- Kung Fu Angels (en) (2014)
- An Inspector Calls (en) (2015)
- All's Well, Ends Well 2020 (2020)